# Heterusia stoltzmannaria
Heterusia stoltzmannaria là một loài bướm đêm trong họ Geometridae.